# Jacqueline Emerson
Jacqueline Emerson (Washington D. C., 21 de agosto de 1994) es una actriz y cantante estadounidense. Es conocida por interpretar a Foxface en la película Los juegos del hambre.

## Vida y trayectoria

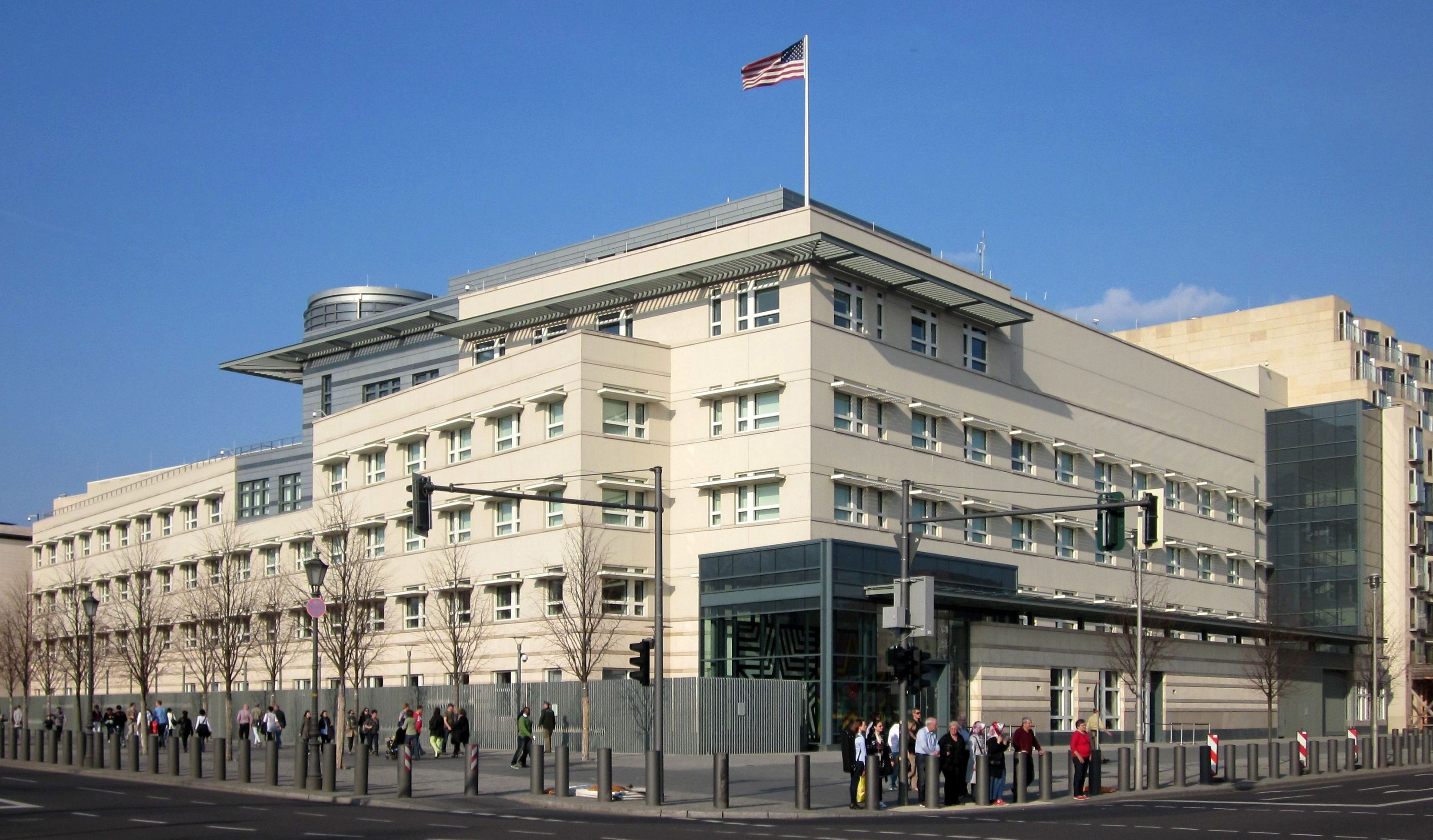
Embajada de Estados Unidos en Berlín

Cuando sus hermanas gemelas pequeñas nacieron, ella y su familia se mudaron a Los Ángeles. En 2006, se unió a la banda de pop Devo 2.0.
Apareció en la lista de futuras estrellas de Video ETA, junto con su compañera de reparto en Los juegos del hambre Willow Shields. A finales de 2011, Emerson fue admitida en la Universidad de Stanford.
El 20 de septiembre de 2011 su primer sencillo, Peter Pan, se estrenó en YouTube. La canción se puso a la venta en iTunes el 11 de abril de 2012. En marzo de 2012, su canción Catch Me If You Can fue estrenada en YouTube.
En agosto de 2013, su padre, John B. Emerson, fue designado embajador de los Estados Unidos en Alemania. Ya que vive con su familia en Berlín.

## Filmografía
| Año       | Película                      | Papel      | Notas          |
| --------- | ----------------------------- | ---------- | -------------- |
| 2011      | TeenNick de Halo Premios      | Ella misma | Película de TV |
| 2012      | Los juegos del hambre         | Foxface    |                |
| 2013-2014 | The Well                      | Skye       |                |
| 2014      | La maldición de Downers Grove | Eyde       |                |
| 2014      | The Night is Ours             | Olivia     | Corto          |

| Año  | Película            | Papel         | Notas |
| ---- | ------------------- | ------------- | ----- |
| 2006 | Father of the Pride | Gemelas Tiger | Voz   |